# Lijst van Neopets
Dit is een lijst van Neopets in alfabetische volgorde. Neopets zijn virtuele huisdieren die men kan adopteren en verzorgen op de website Neopets. Er zijn 55 soorten Neopets beschikbaar. Van deze 55 zijn er tien beperkt beschikbaar (Chomby, Cybunny, Hissi, Jetsam, Kiko, Koi, Lutari, Poogle, Ruki en Tonu). Dit betekent dat zij alleen op een speciaal tijdstip aan te maken zijn. Er zijn ook drie soorten Neopets die men alleen op een speciale manier kan aanmaken (Draik, Grundo en Krawk).

## A
Acaraeen katachtig wezen dat zich onder water het beste thuis zou voelen. Het heeft gebogen horentjes die tot achter de oren lopen.
Aishaeen kat met vier oren, samengeknepen ogen en een halsbandje met de letter "A" om.

## B
Blumaroogeïnspireerd op het personage Teigetje uit Winnie de Poeh. Vreemd dier dat rondspringt op zijn staart.
Borilijkt op een gordeldier en heeft grote graafklauwen. Komt uit koude streken.
Bruceeen pinguïn met een dik lichaampje die van competitie zou houden.
Buzzinsect-neopet, ziet eruit als een libel. Aanvankelijk bekend als Flye.

## C
Chiade eerste Neopet ooit. Simpel diertje met de structuur van een vierkantje met oogjes en een altijd lachend mondje.
Chombyeen plantenetende dinosauriër. Een beperkt beschikbaar huisdier, wat betekent dat men hem alleen kan aanmaken op zijn eigen dag (22 maart) of met een veranderingsdrankje.
Cybunnyzoals de naam al doet vermoeden een konijn, met een rood, geel, groen of blauw bontje om zijn nek. Het is een beperkt beschikbaar huisdier, wat betekent dat men hem alleen kan aanmaken op zijn eigen dag of met een veranderingsdrankje. Men kan hem maken op 27 april 'Cybunny Dag', op bepaalde tijdstippen gedurende die dag.

## D
Draikziet eruit als een kleine draak. Men kan hem alleen aanmaken door een Draik ei uit te laten kopen of met een veranderingsdrankje. Men kan geen Draik aanmaken op Draik dag, al was dit wel een keer mogelijk door een fout van de site.

## E
Elephanteeen olifantje met een konijnenstaart en kleine vleugels.
Eyriegeïnspireerd op de griffioen (mythisch wezen). Heeft een vogelkop, leeuwenpoten, vogelvleugels en een staart. Stond eerst bekend als Cerpull, daarna Tatsu en daarna pas Eyrie.

## F
Flotsameen dolfijn-neopet. Was een van de eerste Neopets.

## G
Gelerteen hond met lange, draderige oren.
Gnorbuziet eruit als een lama, maar heeft een leeuwenkraag rond zijn nek.
Grarrlde Neopets-versie van de prehistorische Tyrannosaurus Rex.
GrundoNeopets-equivalent van een buitenaards wezen. In de begintijd van Neopets een soort slaaf van het Neopets-personage Dr. Sloth (stereotype slechterik). Kon door Neopets-spelers worden bevrijd door hem te adopteren. Als men nu een Grundo wil aanmaken, moet hij hiervoor naar het Ruimte Adoptiebureau.

## H
Hissieen slangachtige Neopet met vleugels. Een beperkt beschikbaar huisdier, wat betekent dat men hem alleen kan aanmaken op zijn eigen dag (4 mei) of met een veranderingsdrankje.

## I
Ixieen geit die oorspronkelijk uit de Neopetswereld Meridell (middeleeuws thema) zou komen.

## J
Jetsameen van de impopulairste Neopets. Geïnspireerd op de haai. Heeft een gemene blik en scherpe tanden. Een beperkt beschikbaar huisdier, wat betekent dat men hem alleen kan aanmaken op zijn eigen dag (16 oktober) of met een veranderingsdrankje.
Jubjubsimpel dier dat ontworpen is als een balletje met oogjes, een mond en eendenpoten. Door de simpele vorm kan de Jubjub voorkomen in verschillende aparte kleuren zoals knoflook. Ook Chia's en Kiko's vallen hieronder.

## K
Kacheekkruising tussen een soort teddybeer en een vos. Zeer populaire Neopet, die in het begin van Neopets met een ander uiterlijk Badeek heette.
Kaude naam is de fonetische uitspraak van het Engelse cow. Het is dan ook een koe. Een van de oudste Neopets, die aanvankelijk het uiterlijk en de naam van de Amerikaanse artieste Macy Gray had. Dit was een grap van het Neopets-team.
Kikoeen amfibische waterneopet die voeten mist en door de lucht schijnt te kunnen zweven als hij zich op land bevindt. Een beperkt beschikbare pet, wat betekent dat men hem alleen kan aanmaken op zijn eigen dag (17 juli) of met een veranderingsdrankje. Een kiko heeft altijd een "pleister" op zijn hoofd.
Koieen vis die onder water leeft. Samen met de Jetsam de enige echte vis-neopet. Ook beperkt beschikbaar, wat betekent dat men hem alleen kan krijgen op zijn eigen dag (25 mei) of met een veranderingsdrankje.
Korbateen vleermuis-neopet, die er vampierachtig uitziet maar zeer vriendelijk is.
Kougrade op een na populairste Neopet, lijkt op een kleine tijger die van de tropische Neopetswereld Mysterie-eiland komt.
Krawkeen rechtopstaande krokodil die van de Neopetswereld Krawk-eiland komt. Er zijn heel ingewikkelde acties nodig om een Krawk te bemachtigen. Men kan hem krijgen door met een Krawk petpet naar de Schimmelgrotten te gaan en hem daar schimmel te laten eten. Men kan ook kiezen voor een veranderingsdrankje.
Kyriivolgens Neopets een cool dier, dat stoer gedrag vertoont. Heeft veel haar op zijn nek.

## L
Lennyeen van de twee vogel-neopets. Een soort lange flamingo met kleine vleugels en een rechte snavel.
Lupeeen wolf. Dit komt van het Latijnse lupus, dat "wolf" betekent.
Lutarieen otter-achtige Neopet, waarvan de naam ook een Latijnse achtergrond heeft (lutra is Latijn voor "otter"). Het is een beperkt beschikbaar huisdier. Men kan hem aanmaken op Lutari Dag (19 april) of door middel van een veranderingsdrankje.

## M
Meercagebaseerd op een muis, maar dan met een erg dik lichaam, een grote springstaart en korte, gedrongen pootjes.
Moehoggeïnspireerd op een knobbelzwijn. Het dier lijkt alleen meer op een koe met lange tanden.
Myncieen aap-neopet, die (uiteraard) van bananen houdt.

## N
Nimmoeen spiritueel begaafde Neopet die het uiterlijk van een kikker heeft.

## O
Ogrineen soort mengelmoesdier dat eruitziet als een okapi, maar de manen en haren van een leeuw en een paard heeft.

## P
Peophineen mysterieus aandoend paard met een vissenstaart, die waarschijnlijk gebaseerd is op de Hippocampus uit de Griekse mythologie.
Poogleeen van de lieflijkste Neopets, die uit noordelijke gebieden zou komen. Een soort hond met lange oren naar achter. Lijkt echter ook op een varken. Is zeer geliefd en wordt veel gezien, ondanks dat het een beperkt beschikbaar huisdier is. Men kan de Poogle aanmaken op zijn eigen dag (19 september) of met een veranderingsdrankje.
Pteride tweede vogel-neopet, een prehistorisch uitziende vogel met een lange staart. De naam komt van de vogeldino Pterodactylus. Het is een klein vogeltje dat veel lijkt op een mus. Hij houdt ervan om mensen te plagen.

## Q
Quigglenet zoals de Nimmo een kikker, maar deze Neopet is uitbundiger en vrolijker. Heeft een enorme lachende mond en is bekend van een Neopets-spel waarin men als Quiggle vliegjes moet vangen met de tong. Aanvankelijk bekend als Frogstomp.

## R
Rukide tweede insect-lookalike op Neopets. In te delen als een soort mengeling tussen een mier en een bidsprinkhaan. Maar dan natuurlijk veel en veel groter. Is sinds de 15e verjaardag met de introductie van de Vandagyre ook een beperkte oplage pet geworden. Men kan hem aanmaken op Ruki Dag (29 juli) of met een veranderingsdrankje.

## S
Scorchiode tweede draak-neopet na de Draik. Scorchios zijn iets minder schattig ontworpen: zij staan op hun achterpoten en kunnen vuurspuwen.
Shoyrukan gezien worden als de derde draak op Neopets. De allerpopulairste Neopet, getekend met kleine vleugeltjes en een lieflijk uiterlijk.
Skeithde vierde draak. Is zwaargebouwd en zal waarschijnlijk niet kunnen vliegen door zijn enorme omvang en kleine vleugels.

## T
Techoeen hagedis die op zijn achterpoten staat. Precieze herkomst is onbekend, maar hij lijkt het meest op een gekko.
Tonueen kleine neushoorn. Heeft nog het uiterlijk van de Tonu zoals in de oorspronkelijke tekening, en wordt daarom door veel Neopetters erg lelijk gevonden. De Tonu is beperkt beschikbaar, men kan hem alleen aanmaken op Tonu Dag (21 februari) of met een veranderingsdrankje.
Tuskaninnyde zeehond van Neopets, hoewel deze Neopet ook aan een walrus kan worden gekoppeld.

## U
Unieen paard-achtige Neopet, die door de hoorn op het voorhoofd ook veel weg heeft van een eenhoorn. Uni komt ook van het Engelse unicorn (eenhoorn).
Usuleen vrolijke eekhoorn, die echter niet veel meer op het oorspronkelijke dier lijkt. Usuls zouden net zoals Uni's nogal ijdel zijn.

## V
Vandagyreeen panda/uil-achtige Neopet. Gecreëerd ter ere van de 15e verjaardag van Neopets op 15 november 2014. Het is op dit moment de nieuwste pet en hij maakt met de eerste letter "V" het Neopisch alfabet compleet.

## W
Wockyeen poes-neopet, die het meest lijkt op het kattenras pers. Een van de oudste Neopets, die opvalt door het kraagje op de nek.

## X
Xweetokeen soort van vos of marter. Een van de nieuwste Neopets en zeer populair. Valt op door een soort aangeboren "rankheid" en de perfectie van het ontwerp. Lijkt ook op een rat.

## Y
Yurbleeen vreemd diertje, dat het best met een beer vergeleken kan worden. Heeft zachte, hoornachtige oren die van een ram afkomstig lijken te zijn.

## Z
Zafaraeen kleine, avontuurlijke neopiër en een curieuze combinatie tussen een draak, een reptiel, een kangoeroe en een vos. Ooit verzonnen door een gebruiker van Neopets, waarschijnlijk tijdens een wedstrijd "Verzin je eigen Neopet".